# Cultura de la ceràmica grisa pintada

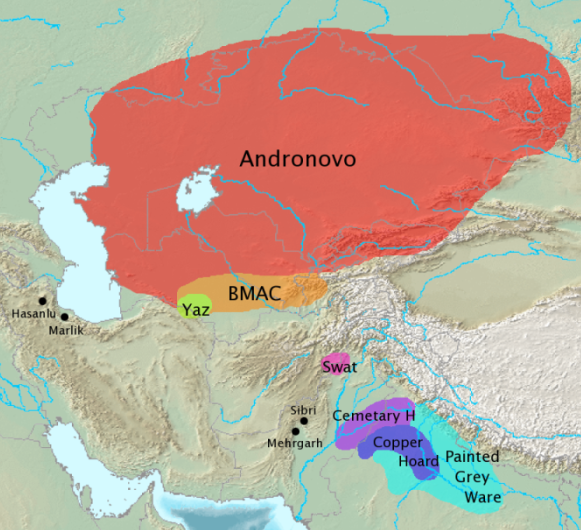
Aquestes cultures arqueològiques es relacionaren amb la migració indoiraniana des del nord (segons l'Enciclopèdia de cultura indoeuropea):
- el complex arqueològic Bactriana-Margiana (BMAC)
- la cultura d'Andrónovo
- la cultura yaz, cultures candidates a haver estat relacionades amb la migració dels indoaris:
- la cultura del riu Swat o cultura de les tombes de Gandhara (Swat),
- la cultura del Cementeri H (Cemetary H),
- la cultura dels dipòsits de coure i↵* la cultura de la ceràmica grisa pintada

La cultura de la ceràmica grisa pintada és una cultura de l'edat del ferro de la plana gangètica, que s'estengué si fa no fa des del 1300 al 300 ae.
Fou contemporània i successora de la cultura de la ceràmica negra i vermella.
Probablement es correspon amb el període vèdic.
Més tard hi aparegué la cultura de la ceràmica polida negra del nord des del 500 ae.
En els anys cinquanta, l'estudiós indi B. B. Lal associava les ciutats de Hastinapur, Mathura, Ajichatra, Kampilia, Barnawa i Kurukshetra amb el període informat en el Mahabharata (compost al segle III ae).
Apuntava que el Mahabharata esmentava una inundació a Hastinapur, i ell havia trobat enderrocs produïts per una inundació. B. B. Lal considerava les seues teories provisionals i basades en un cos d'evidència massa limitat (a l'Índia no hi havia massa interés per l'arqueologia). Més tard revisà i va reconsiderar les seues declaracions sobre la naturalesa d'aquesta cultura (Kenneth Kennedy, 1995). B. B. Lal va confirmar en la Conferència Internacional sobre el Mahabharata 2012, afavorida per la Draupadi Trust, que els llocs de la ceràmica grisa pintada podrien correspondre a l'època «antiga» esmentada en el Mahabharata, la data del qual podria ser aproximadament el 900 ae.
L'estil de la ceràmica d'aquesta cultura és diferent de la ceràmica de l'altiplà iranià i Afganistan (Bryant, 2001). En alguns llocs la ceràmica grisa pintada i la ceràmica de Harappa són contemporànies.
L'arqueòleg Jim Shaffer (1984: 84-85) ha remarcat que «en l'actualitat, el registre arqueològic no indica cap discontinuïtat entre la cultura de la ceràmica grisa pintada i les cultures indígenes protohistòriques».
D'acord amb l'arqueòleg indi D. K. Chakrabarti (1968) i altres estudiosos, els orígens dels patrons de subsistència d'aquestes poblacions (per exemple, l'ús de l'arròs) i altres característiques provenen de l'Índia oriental i fins i tot del Sud-est asiàtic.